# Bryant Clifford Meyer

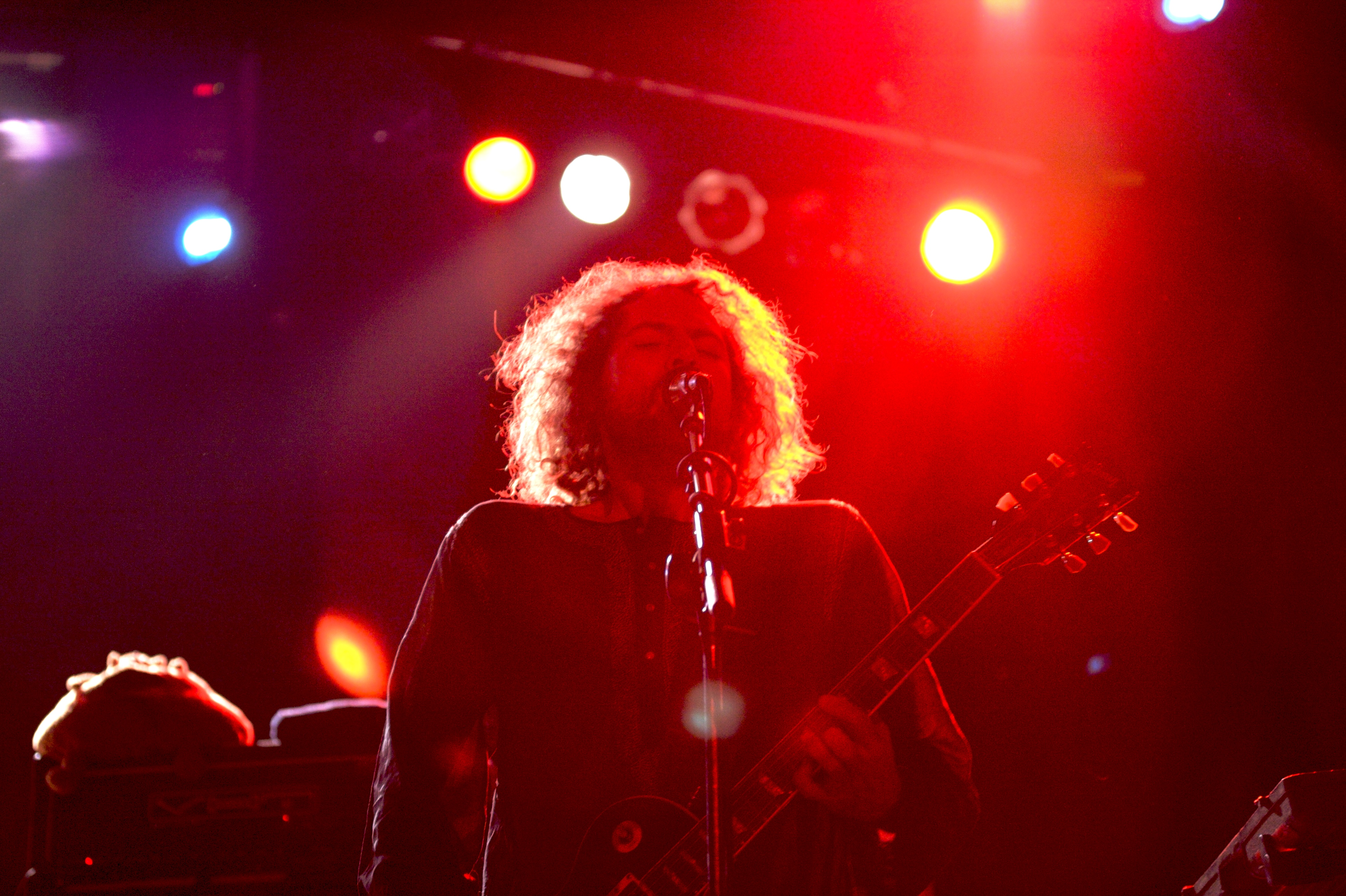
Bryant Clifford Meyer auf der Bühne (2007)

Bryant Clifford „Cliff“ Meyer (* in Cleveland, Ohio, USA) ist ein US-amerikanischer Musiker. Er ist Gründungsmitglied der Post-Rock-Band Red Sparowes und ist Mitglied der Bands Palms und Windmills by the Ocean. Ebenso war er bis zu deren Auflösung Mitglied der Band Isis. Solo veröffentlicht er auch unter dem Pseudonym Taiga.

## Biografie
Meyer lernte ab der sechsten Klasse Klavier und Saxophon. Erst später – im Alter von 17 Jahren – entdeckte er die Gitarre als Instrument für sich. 1994 gründete er mit zwei weiteren Gitarristen die Band The Gersch, die keinen Bass verwendete, sondern die drei Gitarren tiefer stimmte. Über den ungewöhnlichen Klang von The Gersch wurde gesagt, dass er Kyuss wie Motörhead klingen ließe. Seit dem 2000er Album Celestial war Meyer Mitglied der Band Isis, wo er den ausgestiegenen Gitarristen Jay Randall ersetzte. Dort spielte er nicht nur Gitarre, sondern befasste sich auch mit Elektronika und Synthesizern. 2003 gründete er mit seinem Isis-Kollegen Jeff Caxide die Band Red Sparowes. Außerdem spielte er mit befreundeten Musikern im gleichen Jahr ein Album unter dem Bandnamen Windmills By The Ocean ein, das 2006 veröffentlicht wurde.

## Diskografie

### Mit The Gersch
- Bloodbottom (Single, 1997)
- The Gersch, (Album, 2006)

### Mit Isis
- Celestial (Album, 2000)
- SGNL>05 (EP, 2001)
- Oceanic (Album, 2002)
- Oceanic: Remixes & Reinterpretations (Remixalbum, 2004)
- Panopticon (Album, 2004)
- Live.01 (Livealbum, 2004)
- Live.02 (Livealbum, 2004)
- Live.03 (Livealbum, 2005)
- Live.04 (Livealbum, 2006)
- In the Fishtank 14 (Split-EP mit Aereogramme, 2006)
- In the Absence of Truth (Album, 2007)
- Holy Tears (Single, 2008)
- Not in Rivers, but in Drops (Single, 2008)
- Shades of the Swarm (Boxset, 2008)
- Wavering Radiant (Album, 2009)

### Mit Red Sparowes
- Red Sparowes (Demo, 2004)
- At the Soundless Dawn (Album, 2005)
- Untitled (Split-EP mit Gregor Samsa, 2005)
- Every Red Heart Shines Toward the Red Sun (Album, 2006)
- Oh Lord, God of Vengeance, Show Yourself! (Livealbum, 2006)
- Triad (Split-EP mit Made Out of Babies und Battle Of Mice, 2006)
- Black Tar Prophecies Vol. I (Split-EP mit Grails)
- Aphorisms (EP, 2008)

### Mit Windmills by the Ocean
- Windmills by the Ocean (Album, 2006)

### Mit Palms
- Palms (Album, 2013)